# 206-й окремий батальйон територіальної оборони (Україна)
206-й окремий батальйон територіальної оборони (206 ОбТрО, в/ч А7375) — військова частина, що належить до сил Територіальної Оборони Збройних сил України. Батальйон брав участь у битві за Київ, звільненні Миколаївської області навесні 2022 року, звільненні Херсонщини протягом літа й осені 2022 року, боях на Слобожанщині взимку 2022-2023 років та в боях за Бахмут в лютому-березні 2023 року. З вересня й по теперішній час знову виконує бойове завдання в Донецькій області.

## Історія
20 грудня 2017 року на базі Київського міського збірного пункту з військовими комісарами обласних військових комісаріатів оперативного командування «Північ» їх заступниками та військових комісарів районних військових комісаріатів міста Київ та Київської області проведене заняття з питання порядку формування і підготовки бригади територіальної оборони.
Формування батальйону розпочалося незадовго до повномасштабного вторгнення росії в Україну в місті Києві.
Після початку повномасштабного російського вторгнення 24 лютого 2022 року під час оборони Києва батальйон вів бої з окупантами на гостомельському напрямку, Мощуна, у Бучі, Ірпені. Після битви за Київ, 10 квітня 2022 року, батальйон одним з перших був передислокований на південний напрямок в місто Миколаїв. Батальйон брав участь в обороні Миколаїва, згодом у боях в Миколаївській і Херсонських областях, вів бойові дії за населені пункти Снігурівка, Правдине і Олександрівка.
Восени підрозділ було виведено на відновлення, після чого в грудні 2022 року батальйон передислокувався на східний напрямок, в район міста Вовчанськ, на кордоні з Білгородською областю рф. В кінці січня 2023 року батальйон було переміщено на Бахмутський напрямок Донецької області, де підрозділ вів оборонні бої з регулярною армією рф та ПВК "Вагнер".

## Структура
- 1-а стрілецька рота
- 2-а стрілецька рота
- 3-а стрілецька рота
- Рота вогневої підтримки
- Взвод ударних безпілотних авіаційних комплексів
- Відділення радіоелектронної боротьби
- Мінометна батарея
- Інженерно-саперний взвод
- Група зв'язку та інформаційних систем
- Група логістики
  - Взвод матеріально-технічного забезпечення
- Група планування
- Управління (штаб)

## Відомі персони у складі батальйону
- Баранов Віталій Анатолійович - підполковник Збройних сил України, учасник російсько-української війни. Учасник Боїв за Донецький аеропорт. Мав позивний «Біба» на честь улюбленого гравця київського «Динамо» Андрія Біби. Командував батальйоном з серпня 2022 року по жовтень 2023 року.
- Юрій Каракай — Активіст ГО «Справа Громад». У перший же день російського широкомасштабного вторгнення в Україну вступив до лав 206-го батальйону. 18 серпня 2022 загинув на фронті під мінометним обстрілом (місце — не уточнено)[5][6].
- Ігор Володимирович Воронка — оперний співак, скрипаль, актор, заслужений артист України (2009). Загинув на окупованій території Донеччини ввечері 6 липня 2024 року [7].
- Марінченко Олег Іванович — капелан, військовослужбовець. Загинув 18 серпня 2022 року на Херсонщині від прямого попадання російської міни великого калібру у бліндаж, де він перебував і надавав невідкладну допомогу пораненим побратимам.
- Ахтем Сеітаблаєв — український актор та режисер кримськотатарського походження. Заслужений артист АР Крим. Директор державного підприємства «Кримський дім».[8][9]
- Detcom — український техно-ді-джей, музикант, громадський активіст. Відомий виступами на київській електронній сцені, організацією акцій протесту проти поліцейського свавілля та виступом на події Boiler Room. Після початку повномасштабного вторгнення вступив до лав 206-го батальйону. [10][11].
- Макарук Михайло Юрійович — український громадський діяч, волонтер, блогер та телеведучий, речник міжнародної розвідувальної спільноти ІнформНапалм, член Ради волонтерів при Міністерстві оборони України